# Tranne te
Tranne te è un singolo del rapper italiano Fabri Fibra, pubblicato il 19 novembre 2010 come secondo estratto dal sesto album in studio Controcultura.

## Descrizione
Scritto dal rapper stesso e prodotto dai Medeline insieme a Michele Canova Iorfida, Tranne te si distingue dalle precedenti pubblicazioni di Fabri Fibra per la base musicale, tendente alla musica house. Con questo brano, il rapper intende ridicolizzare il rap di massa, da lui ritenuto sempre più scadente col passare degli anni. Infatti, la voce fuoricampo all'inizio del video, rappresenta la massa, i fan di Fibra che gli chiedono di fare il «rap futuristico», ovvero quello più di tendenza all'epoca. Fabri Fibra finge di accontentare i propri fan e inizia così la canzone, appunto, ispirata alle varie hit house degli anni 2010 con lo scopo di prenderli in giro.
Nel 2020 è stato incluso tra i 45 brani più belli della musica italiana all'interno dell'evento radiofonico I Love My Radio.

## Pubblicazione
Il singolo è stato inizialmente pubblicato per il download digitale e per la rotazione radiofonica a partire dal 19 novembre 2010, mentre il 1º marzo dell'anno successivo è stato pubblicato il relativo EP digitale, intitolato Tranne te (Rap futuristico EP). Tale pubblicazione contiene tre remix del singolo: il primo con Marracash e Dargen D'Amico (di cui è disponibile anche il video), il secondo con il rapper statunitense Redman e il rapper francese Soprano, e il terzo curato da Michele Canova Iorfida.

## Video musicale
Il videoclip, diretto da Cosimo Alemà e prodotto dalla compagnia The Mob, è stato pubblicato il 26 novembre attraverso il canale YouTube del rapper. In esso vengono alternate scene in cui Fabri Fibra interpreta il brano ed altre che mostrano alcune statistiche sul panorama musicale italiano e alcune coreografie hip hop e di electro dance, quest'ultime eseguite da Cha Cha e Trava (figlio del giornalista Marco Travaglio). Nel video appaiono inoltre il rapper Entics e DJ Nais, il breaker Cico Mauro Peruzzi e il biker Fabio Pacifici, che esegue i trick in BMX.

## Tracce
Download digitale
1. Tranne te – 4:00

EP digitale Tranne te (Rap futuristico EP)
1. Tranne te – 4:01
2. Tranne te (Extra Remix) (feat. Marracash & Dargen D'Amico) – 3:31
3. Tranne te (Except You Remix) (feat. Redman & Soprano) – 3:33
4. Tranne te (Psico Remix) – 4:05
5. Tranne te (Psico Remix Instrumental) – 4:07
6. Tranne te e te (Video) (feat. Marracash & Dargen D'Amico) – 5:35

## Classifiche

### Classifiche settimanali
| Classifica (2011) | Posizione massima |
| ----------------- | ----------------- |
| Italia            | 2                 |

### Classifiche di fine anno
| Classifica (2011) | Posizione |
| ----------------- | --------- |
| Italia            | 10        |